# چیرچیری
چیرچیری (به لاتین: Chirchiri) یک منطقه مسکونی سابق در ارمنستان است که در استان تاووش واقع شده است.